# Arthur Schurig (Landwirt)
Arthur Schurig (später auch Schurig-Markee, * 19. Juli 1869 in Gröbers; † 4. Mai 1932) war ein deutscher Landwirt, Gutspächter, Agrarwissenschaftler und Fabrikant. Er war ein Pionier auf dem Gebiet der Verwertung von Hausmüll zum Zwecke der ackerbaulichen Erschließung von Ödland und der Ertragssteigerung beim Anbau von Nutzpflanzen. Die dazu gesammelten Erkenntnisse erhielten Eingang in agrarwissenschaftliche Fachliteratur. Auf seinen Gütern trieb er durch Entwicklung und Erprobung neuer Gerätschaften die Mechanisierung der Landwirtschaft voran. Als Besitzer der Hanffabrik in Bergerdamm bei Nauen war er zeitweise der größte Hanfproduzent Deutschlands. Zentrum seines Wirkens blieb jedoch das Gut Markee bei Nauen.

## Herkunft und Familie
Schurig wurde 1869 in Gröbers in der damaligen preußischen Provinz Sachsen als Sohn des Landwirts und Gutsbesitzers Eduard Schurig und dessen Frau Amalie (gebürtig Lindner) geboren. Sein Vater war seit den frühen 1870er-Jahren Pächter der Domäne Paretz im Havelland. Seine Brüder waren:
- Albert Schurig (* 18. November 1867 in Gröbers), Arzt für Innere Medizin und zeitweise Leiter der damaligen Medizinischen Universitätsklinik in Kiel.
- Alwin Schurig (* 1. Mai 1873 in Gröbers), Gutspächter, unter anderem in Zeestow
- Werner Schurig, Gutspächter, unter anderem in Paulinenaue

## Biografie
Auf den väterlichen Gütern erhielt Schurig eine landwirtschaftliche Ausbildung. Nach dem Schulabschluss in Potsdam studierte er in Halle Landwirtschaft. Danach arbeitete er in Gutsverwaltungen in Mecklenburg, Ostpreußen und Sachsen. Zwischen 1893 und 1896 war er zudem für den Bund der Landwirte als Wanderredner tätig. Durch Heirat gelangte er 1897 an einen landwirtschaftlichen Betrieb in Etzin. Dort betrieb er vor allem Ackerbau und begann 1907 mit Versuchen zur landwirtschaftlichen Verwertung von Berliner Hausmüll.
1908 wurde er Pächter der unwirtschaftlichen königlichen Domäne Hertefeld bei Nauen, deren mooriger Boden für den Ackerbau nicht geeignet war. Schurig ließ umfangreiche Maßnahmen zur Kultivierung durchführen, wie zum Beispiel die Anlage neuer Entwässerungsgräben. Nach wirtschaftlichen Erfolgen kamen 1917 die ebenfalls bei Nauen gelegenen Güter Markee, Markau und Schwanebeck hinzu, die sich im Besitz der Victoria Marie Fürstin zu Lynar Gräfin von Redern befanden. Durch die Kompostierung und Unterpflügung von Berliner Müll gelang es Schurig, große unfruchtbare Flächen seiner Güter zu kultivieren und für den Ackerbau nutzbar zu machen. Bis 1930 wurde er einer der größten Abnehmer für Berliner Müll und durch Ertragssteigerungen, die auch auf die Düngeffekte und den Einsatz neuer technischer Mittel zurückzuführen waren, gleichzeitig einer der größten Gemüselieferanten für Berlin.
Mit dem Ersten Weltkrieg wurde Deutschland weitgehend von der Einfuhr textiler Faserstoffe aus dem Ausland und den Kolonien abgeschnitten, sodass Gesellschaften wie die Deutsche Hanfanbau-Gesellschaft zur Kompensation die inländische Erzeugung von Hanf vorantrieben. Schurig verkaufte der Gesellschaft Flächen zur Errichtung einer Hanffabrik, während er selbst auf seinen Feldern Hanf anbauen ließ. Später übernahm Schurig die Fabrik und wurde so Deutschlands größter Hanfproduzent.
Schurig starb am 4. Mai 1932. Sein Testament legte fest, dass seine Unternehmen von seinen langjährigen Mitarbeitern übernommen und fortgeführt werden sollten. Neuer Betriebsleiter wurde sein Weggefährte Ernst Zurek.

## Wirken

### Landwirtschaftliche Müllverwertung
Schurig war ein Pionier auf dem Gebiet der landwirtschaftlichen Verwendung von Müll, zum einen bei der Umwandlung von ackerbaulich nicht nutzbaren Flächen zu Ackerland durch Aufschüttung, zum anderen bei der Ertragssteigerung bei Nutzpflanzen durch Düngung mit Müll.
Dennoch geht die Idee der landwirtschaftlichen Verwendung in diesem Sinne nicht grundsätzlich auf ihn zurück. Der Berliner Unternehmer Bruno Röhrecke schlug zur gleichen Zeit vor, Tongruben und Moorgebiete mit Müll aufzufüllen. In den Blick gerieten unter anderem auch das Havelländische Luch, das Kremmener Luch und das Rhinluch.

#### Anfänge
1907 begann Schurig in Etzin mit Versuchen zur Verwertung von Müll in der Landwirtschaft. Um 1909 gelangte er in den Besitz einer in Röthehof, einem Vorwerk von Markau, gelegenen Mülldeponie. Dort wurde vermutlich schon seit Anfang des 20. Jahrhunderts Hausmüll aus Berlin gelagert. Die Deponie war verkehrsgünstig gelegen, denn Röthehof war seit 1893 Haltepunkt der Osthavelländischen Kreisbahnen (Strecke Nauen–Ketzin) und seit 1901 Endpunkt der Westhavelländischen Kreisbahnen (Strecke Röthehof–Brandenburg). Auf beiden Strecken wurde sowohl Güter- als auch Personenverkehr betrieben. Über Neugarten existierte später ein direkter Anschluss an die nahegelegene Bahnstrecke Berlin–Lehrte. So ließen sich größere Mengen an Müll anliefern und der Versuch konnte ausgeweitet werden.

#### Ablauf

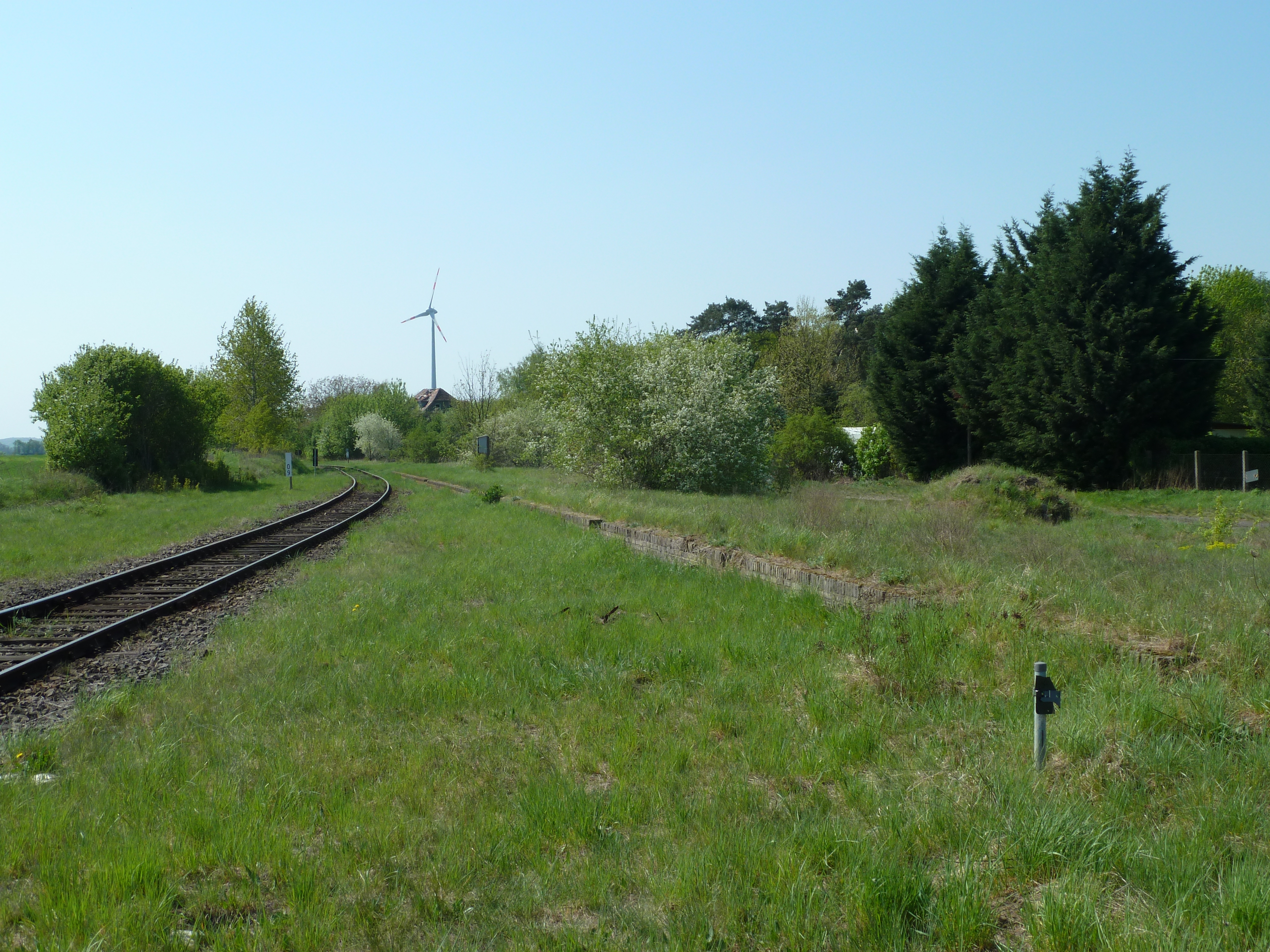
Am demontierten Bahnhof Röthehof sind nur wenige Spuren erhalten

Zu Beginn wurde der Müll über sechs Jahre hinweg gelagert und kompostiert. Der fertige Kompost wurde von Röthehof aus mit der Bahn, zum Teil unter Verwendung fliegender Gleise, auf die Schurigschen Güter verbracht und mittels Dampfpflug untergepflügt. Vor der Unterpflügung wurden nicht-organische Bestandteile, wie zum Beispiel Dosen, Flaschen und Ähnliches, herausgelesen. 1913 wurden rund 500 Waggons Charlottenburger Müll monatlich angeliefert. 1917 pachtete Schurig die Güter Markee, Markau und Schwanebeck hinzu, auf denen die Versuche weitergeführt wurden. Markee entwickelte sich zum Zentrum seines Wirkens. Für seine landwirtschaftlichen Betriebe ließ Schurig in Folge zahlreiche Anschlussgleise an der Bahnstrecke zwischen Nauen und Ketzin sowie viele Kilometer Feldbahngleise anlegen. Schurig war zur Abnahme des Mülls vertraglich verpflichtet, erhielt aber auch für jeden abgenommenen Waggon eine Vergütung. Später ging man dazu über, den Müll direkt auf die Felder zu bringen und unterzupflügen. Grund dafür waren vermutlich die nicht mehr zu bewältigenden Massen an Müll.
Hinzu kamen die Beschwerden der Bewohner der nahegelegenen Dörfer Röthehof und Neugarten, die sich über die Gerüche und die davon angelockten Tiere beschwerten. Die Proteste begannen wohl schon vor dem Ersten Weltkrieg, blieben aber weitgehend folgenlos, auch wenn behördliche Auflagen zur Höhe der aufgeschütteten Halden nicht eingehalten wurden. Nachdem im Jahr 1921 Krankheitsfälle aufgetreten waren, drohten die Angestellten des Bahnhofs Neugarten damit, ihre Arbeit niederzulegen. Ab dem 2. September 1921 wurde ein Verbot weiterer Aufschüttungen erlassen, im Oktober 1922 musste Schurig den Betrieb in Röthehof gänzlich einstellen. Als Ausweichplatz wurde daraufhin der Bahnhof Bergerdamm genutzt, jedoch kam es auch dort zu Beschwerden.
Der ankommende Müll wurde nicht mehr zwischengelagert, sondern direkt von den Waggons auf die Feldbahnen umgeladen. Nicht-organische Bestandteile wurden in zwei Vorgängen aussortiert: grob während des Umladeprozesses und nochmals, nachdem der Müll bereits weitläufig auf die Felder verteilt worden war. „Wer in jenen Jahren die Bahnstrecke Berlin–Hamburg oder Berlin–Hannover benutzt hat, wird die großen, mit Zeitungspapier und Konservendosen bunt bemusterten Flächen verwundert beobachtet haben.“ (Otto Eberhard Heuser)
Dafür musste erhebliche Arbeitskraft aufgewendet werden, sodass die Wirtschaftlichkeit der Mülldüngung auch in Frage gestellt wurde. Die herausgelesenen, nicht-organischen Bestandteile wurden zum großen Teil wiederverwendet. „Das abgelesene Blech wanderte waggonweise wieder in die Hochöfen der Industrie, die Glasscherben, getrennt nach weiß und farbig, ebenso in die Glashütten, und alle organische Substanz sowie alle mineralischen Nährstoffe nach entsprechender Umwandlung wieder in den Magen der Großstädter, während gleichzeitig der Mark Brandenburg die Anlage häßlicher Schutthalden erspart blieb.“ (Otto Eberhard Heuser)
Die zahlreichen, jedoch hauptsächlich saisonal benötigten Arbeitskräfte wurden im Winter in Schurigs Hanffabrik weiterbeschäftigt. Im Ersten Weltkrieg befand sich am heutigen Wohnplatz Bergerdamm-Lager ein Kriegsgefangenenlager. Etliche der etwa 5000 Gefangenen wurden auch für die Kultivierungsmaßnahmen sowie den Anbau und die Verarbeitung von Hanf eingesetzt.

#### Fazit
In den 1930er-Jahren war Schurig einer der größten Abnehmer von Berliner Müll. Etwa ein Sechstel der rund 40.000 Waggons mit Müll, die je zwischen 20 und 25 Tonnen fassten, gingen ins Havelländische Luch, insgesamt über 100.000 Tonnen Müll jährlich. Im Gegenzug erzeugten die Güter Schurigs zu dieser Zeit rund 30.000 Tonnen Gemüse und vier bis fünf Millionen Blumenkohlköpfe.
Zum einen trieb Schurig mit seiner Herangehensweise die Kultivierung des ackerbaulich nur schwer zu nutzenden Havelländischen Luchs voran. Die Kultivierung von Ödland entsprach ohnehin dem Zeitgeist. Die Verluste von 13 Prozent der Gesamtfläche Deutschlands durch den Friedensvertrag von Versailles machten sich auch durch einen erheblichen Rückgang der landwirtschaftlichen Produktion bemerkbar, den es zu kompensieren galt. Schurig gelang es über die Jahre, hunderte Hektar Moor in Ackerland umzuwandeln. Zum anderen erreichte er durch den Düngeeffekt eine deutliche Steigerung seiner Erträge. Dabei konnten auch neue Erkenntnisse gesammelt werden, die Einzug in wissenschaftliche Fachliteratur fanden, so zum Beispiel Erkenntnisse darüber, bei welchen Nutzpflanzen die Düngung mit Müll eine Ertragssteigerung bewirkt. Ab 1921 war der Agrarökonom Otto Eberhard Heuser als Berater und Versuchsleiter bei Schurig in Markee tätig und publizierte seine Ergebnisse in mehreren Werken.
Nach Schurigs Tod im Jahr 1932 wurde die landwirtschaftliche Müllverwertung auf seinen Gütern zunächst noch weiter durchgeführt. Sie scheiterte womöglich an zur Zeit des Nationalsozialismus erlassenen Verordnungen, wie zum Beispiel zur Sammlung von Küchenabfällen für die Schweinemast und Altmaterial für die Kriegswirtschaft, auch wenn die Nationalsozialisten die landwirtschaftliche Müllverwertung überwiegend für gut befanden. Der Müll wurde so erheblich abgemagert und für die landwirtschaftliche Verwendung zusehends unbrauchbarer. Das Prinzip der Kulturlandgewinnung durch Müllaufschüttung war dennoch nicht aus der Welt: Für die Trockenlegung des Golmer Luchs bei Potsdam wurden zur Zeit des Nationalsozialismus noch weitaus größere Mengen an Müll eingesetzt, jedoch mit gravierenden ökologischen Folgen.

### Hanfanbau und -verarbeitung
Mit Beginn des Ersten Weltkriegs wurde Deutschland weitgehend von der Einfuhr ausländischer Rohstoffe und den Kolonien abgeschnitten. Um den Mangel an importierten textilen Faserstoffen zu kompensieren, gründeten sich Gesellschaften wie die Kriegs-Flachsbau Gesellschaft oder die Deutsche Hanfanbau-Gesellschaft. Die Deutsche Hanfanbau-Gesellschaft forcierte die Steigerung des Hanfanbaus sowie den Bau von zunächst drei, später fünf Hanffabriken in ganz Deutschland, eine davon am Standort Bergerdamm (heutiger Wohnplatz Bergerdamm-Hanffabrik). Dafür kaufte sie Schurig achtzig Morgen (20 Hektar) Bauland ab. Die Fabrik begann noch während des Ersten Weltkriegs mit der Produktion und wurde später von Arthur Schurig übernommen, der auf seiner an Bergerdamm angrenzenden kultivierten Domäne Hertefeld große Mengen Hanf anbaute. Einige der während des Ersten Weltkriegs am Standort Bergerdamm-Lager untergebrachten 5000 Kriegsgefangenen wurden auch in der Fabrik eingesetzt.
In der Fabrik wurden neue Möglichkeiten der Wasserröste erprobt und umgesetzt. Die Hanfstengel schwammen in gemauerten Kanälen, die mit künstlich erwärmtem Wasser gefüllt waren. So sollen die fertigen, spinnfähigen Fasern die Fabrik schon nach drei Tagen verlassen haben.
Schurig hatte testamentarisch festgelegt, dass die Unternehmen von seinen langjährigen Mitarbeitern fortgeführt werden sollten. Neuer Betriebsleiter wurde Ernst Zurek, der auch die Schurigsche Saatzuchtwirtschaft weiterführte und noch 1944 in einem Beitrag in der Zeitung Der Züchter für theoretische und angewandte Genetik über die Fortführung der Hanfzucht berichtete.

### Weiteres
Schurig war Vorstandsmitglied des Reichskuratoriums für Technik in der Landwirtschaft und stellte seine Güter für die Erprobung neuer technischer Hilfsmittel zur Verfügung. Besonders lag Schurig an der Verbesserung des Transportwesens, beispielsweise der konstruktiven Verbesserung der Leiterwagen, aber auch durch ein umfassendes Netz an Feldbahngleisen, das seine Güter durchzog. Er setzte aber auch zahlreiche neuartige Landmaschinen erstmals ein, wie beispielsweise den Landbaumotor der Heinrich Lanz AG.

## Ehrungen
- Schurig wurde von der Technischen Universität Danzig die Ehrendoktorwürde verliehen.[1]
- Zum Gedenken an Schurig wurde auf dem Dorfanger in Markee ein Gedenkstein aufgestellt. Auf ihm ist folgende Inschrift aufgebracht: „Zum Gedenken an unseren großen Meister, Dr. Ing. e.h. Arthur Schurig *1869 †1932 den tatkräftigen Förderer der deutschen Landwirtschaft. Vorwärts Preußen“